# Kanton Condé-sur-Vire
Der Kanton Condé-sur-Vire ist seit 2015 ein französischer Wahlkreis im Arrondissement Saint-Lô, im Département Manche und in der Region Normandie; sein Hauptort ist Condé-sur-Vire.

## Gemeinden
Der Kanton besteht aus 17 Gemeinden mit insgesamt 20.132 Einwohnern (Stand: 1. Januar 2022) auf einer Gesamtfläche von 301,34 km²:
| Gemeinde              | Einwohner 1. Januar 2022 | Fläche km² | Dichte Einw./km² | Code INSEE | Postleitzahl |
| --------------------- | ------------------------ | ---------- | ---------------- | ---------- | ------------ |
| Beaucoudray           | 136                      | 4,70       | 29               | 50039      | 50420        |
| Beuvrigny             | 130                      | 6,77       | 19               | 50050      | 50420        |
| Biéville              | 196                      | 5,56       | 35               | 50054      | 50160        |
| Condé-sur-Vire        | 4.136                    | 36,36      | 114              | 50139      | 50420, 50890 |
| Domjean               | 998                      | 16,57      | 60               | 50164      | 50420        |
| Fourneaux             | 131                      | 3,34       | 39               | 50192      | 50420        |
| Gouvets               | 291                      | 11,01      | 26               | 50214      | 50420        |
| Lamberville           | 167                      | 7,12       | 23               | 50261      | 50160        |
| Le Perron             | 193                      | 4,66       | 41               | 50398      | 50160        |
| Montrabot             | 79                       | 3,86       | 20               | 50351      | 50810        |
| Moyon Villages        | 1.465                    | 32,94      | 44               | 50363      | 50860        |
| Saint-Amand-Villages  | 2.523                    | 38,19      | 66               | 50444      | 50160        |
| Saint-Jean-d’Elle     | 2.535                    | 33,72      | 75               | 50492      | 50810        |
| Saint-Louet-sur-Vire  | 209                      | 7,33       | 29               | 50504      | 50420        |
| Saint-Vigor-des-Monts | 283                      | 15,74      | 18               | 50563      | 50420        |
| Tessy-Bocage          | 2.219                    | 34,24      | 65               | 50592      | 50420        |
| Torigny-les-Villes    | 4.441                    | 39,23      | 113              | 50601      | 50160        |
| Kanton Condé-sur-Vire | 20.132                   | 301,34     | 67               | 5009       | –            |

## Veränderungen im Gemeindebestand seit der landesweiten Neuordnung der Kantone
2018:
- Fusion Pont-Farcy (Kanton Vire, Département Calvados) und Tessy Bocage → Tessy Bocage

2017:
- Fusion Condé-sur-Vire und Troisgots → Condé-sur-Vire
- Fusion Placy-Montaigu und Saint-Amand → Saint-Amand-Villages

2016:
- Fusion Condé-sur-Vire und Le Mesnil-Raoult → Condé-sur-Vire
- Fusion Chevry, Le Mesnil-Opac und Moyon → Moyon Villages
- Fusion Notre-Dame-d’Elle (Kanton Pont-Hébert), Précorbin, Rouxeville, Saint-Jean-des-Baisants und Vidouville → Saint-Jean-d’Elle
- Fusion Fervaches und Tessy-sur-Vire → Tessy Bocage
- Fusion Brectouville, Giéville, Guilberville und Torigni-sur-Vire → Torigny-les-Villes